# Schatten (filme)
Schatten - Eine nächtliche Halluzination é um filme mudo alemão de 1923 dirigido e co-escrito por Arthur Robison e estrelado por Fritz Kortner e Ruth Weyher. É considerado parte do expressionismo alemão.

## Enredo
Durante um jantar oferecido por um conde rico (Fritz Kortner), sua bela esposa (Ruth Weyher) e quatro de seus pretendentes se reúnem na mansão alemã do século XIX. Um mágico (Alexander Granach), referido como "Shadowplayer" na lista do elenco, resgata o casamento do conde dando a todos os convidados uma visão do que poderia acontecer se o conde não pudesse conter seu ciúme e os pretendentes continuassem a fazer avanços em direção a sua esposa. O conde desafia o homem que ele considera seu rival (Gustav von Wangenheim) para um duelo. O filme tem um final feliz quando a violência é evitada e o conde e sua esposa salvam o casamento. Mas os eventos que ocorreram na festa realmente aconteceram, ou foi tudo uma ilusão conjurada pelo mágico?

## Elenco
- Alexander Granach como Shadowplayer
- Fritz Kortner como o conde
- Ruth Weyher como sua esposa
- Gustav von Wangenheim como seu amante
- Eugen Rex como um servo
- Lilli Herder como empregada doméstica
- Fritz Rasp como servo
- Karl Platen como servo
- Max Gülstorff como cavaleiro
- Ferdinand von Alten como cavaleiro
- Rudolf Klein-Rogge

## Produção
Troy Howarth escreveu: “O filme é fascinante principalmente no nível visual. Como exercício do expressionismo, merece plenamente ser incluído no cânone dos grandes filmes de terror alemães ”, comparando o filme de Robison com o melhor de F. W. Murnau e Fritz Lang. Ele diz, entretanto, que o filme perde força no final e os personagens eram estereotipados demais para serem interessantes.
O diretor Arthur Robison nasceu em Chicago, Illinois, em 1883, mas cresceu na Alemanha, onde se tornou um roteirista e diretor consagrado na indústria do cinema mudo alemão. Seu primeiro filme foi o filme de terror alemão de 1916 Nächte des Grauens, e seu último filme foi o remake de 1935 de Der Student von Prag. Os atores Von Wagenheim e Granach se reuniram novamente aqui depois de ambos co-estrelarem em Nosferatu (1923).

## Importância literária
Referido em Brideshead Revisited por Evelyn Waugh é a descrição de Anthony Blanche do companheiro de Sebastian, Kurt: "Ele é como o lacaio em" Warning Shadows "- um grande torrão de alemão ..." (presumivelmente o personagem retratado por Fritz Rasp).